# Richard Bäumlin

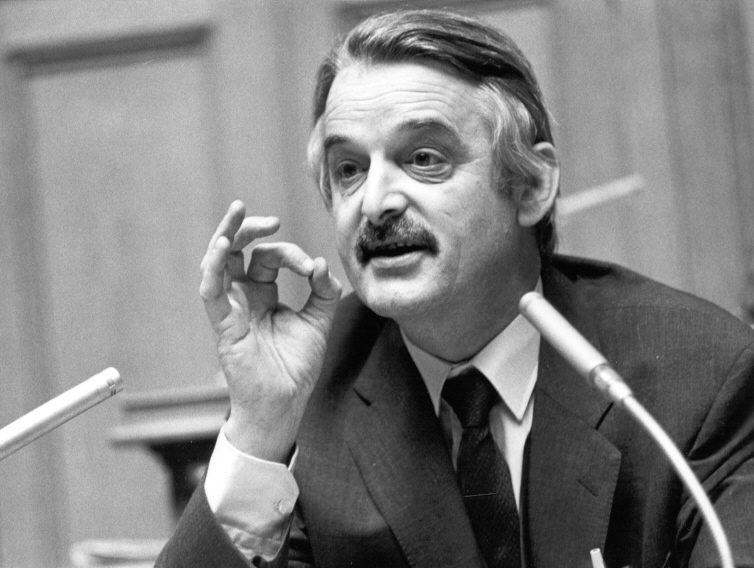
Richard Bäumlin am Rednerpult im Nationalrat

Richard Bäumlin (* 9. September 1927 in Bern; † 7. Juli 2022) war ein Schweizer Rechtswissenschaftler und Politiker (SP).

## Leben
Bäumlin studierte Rechtswissenschaft an den Universitäten Bern und Göttingen. 1954 promovierte er und erlangte das bernische Fürsprecherpatent. 1957 wurde er Privatdozent, 1960 ausserordentlicher Professor. Von 1963 bis 1992 lehrte er als ordentlicher Professor für Staats- und Verwaltungsrecht, Kirchenrecht und bernische Rechtsgeschichte sowie Sozialphilosophie an der Universität Bern. Bäumlin publizierte auch zu Fragen der deutschen Verfassungsgeschichte. 1992 erschien zu seinem 65. Geburtstag die ihm gewidmete Festschrift Zentrum und Peripherie. Zusammenhänge – Fragmentierungen – Neuansätze.
Von 1979 bis 1989 vertrat er die SP im Nationalrat. Er gehörte unter anderem der Aussenpolitischen Kommission, der Petitions- und Gewährleistungskommission und der Kommission für Wissenschaft und Forschung an. Er war ein Sozialpolitiker mit nationaler wie internationaler Ausrichtung und Ausstrahlung und engagierte sich besonders für eine ökologische Landwirtschaft, die Asyl- und Ausländerpolitik sowie für die Menschenrechte.
Am 17. Mai 1980 wurde er in den Vorstand des von Ernst Zbärens gegründeten Vereins «Pro Simmental» gewählt, welcher sich gegen das Autobahnprojekt der Nationalstrasse 6 durch das Simmental und gegen den Rawiltunnel stellt.
Einer seiner ersten Assistenten war der Berner Jurist und Liedermacher Mani Matter. Auch die nachmaligen SP-Nationalräte Peter Vollmer und André Daguet sowie die spätere Grünen-Präsidentin Regula Rytz waren für Bäumlin tätig.
Pfarrer Klaus Bäumlin war sein Bruder, die ehemalige SP-Nationalrätin Ursula Bäumlin seine Schwägerin.

## Werke (Auswahl)
- Die rechtsstaatliche Demokratie. Polygraphischer Verlag, Zürich 1954 (Dissertation, Universität Bern, 1954).
- Staat, Recht und Geschichte. Eine Studie zum Wesen des geschichtlichen Rechts, entwickelt an den Grundproblemen von Verfassung und Verwaltung. EVZ, Zürich 1961.
- Politik im Alltag. Z-Verlag, Basel 1975.
- Lebendige oder gebändigte Demokratie? Demokratisierung, Verfassung und Verfassungsrevision. Z-Verlag, Basel 1978.
- Jean-Jacques Rousseau und die Theorie des demokratischen Rechtsstaats. In: Eugen Bucher, Peter Saladin (Hrsg.): Berner Festgabe zum Schweizerischen Juristentag. Haupt, Bern/Stuttgart 1979, S. 13–49.
- mit Helmut Ridder: Art. 20 Abs. 1–3 III. Rechtsstaat. In: Axel Azzola et al.: Kommentar zum Grundgesetz für die Bundesrepublik Deutschland. Band 1. Art. 1–20 (= Alternativkommentare. Hrsg. von Rudolf Wassermann). Luchterhand, Neuwied/Darmstadt 1984, S. 1288–1337. 2. Auflage 1989, S. 1340–1389.
- Rechtsstaat. In: Roman Herzog, Hermann Kunst, Klaus Schlaich, Wilhelm Schneemelcher (Hrsg.): Evangelisches Staatslexikon. 3. Auflage. Kreuz, Stuttgart 1987, Spalten 2806–2818 (online (Memento vom 5. Juli 2008 im Internet Archive); PDF; 190 kB).